# Таскалате

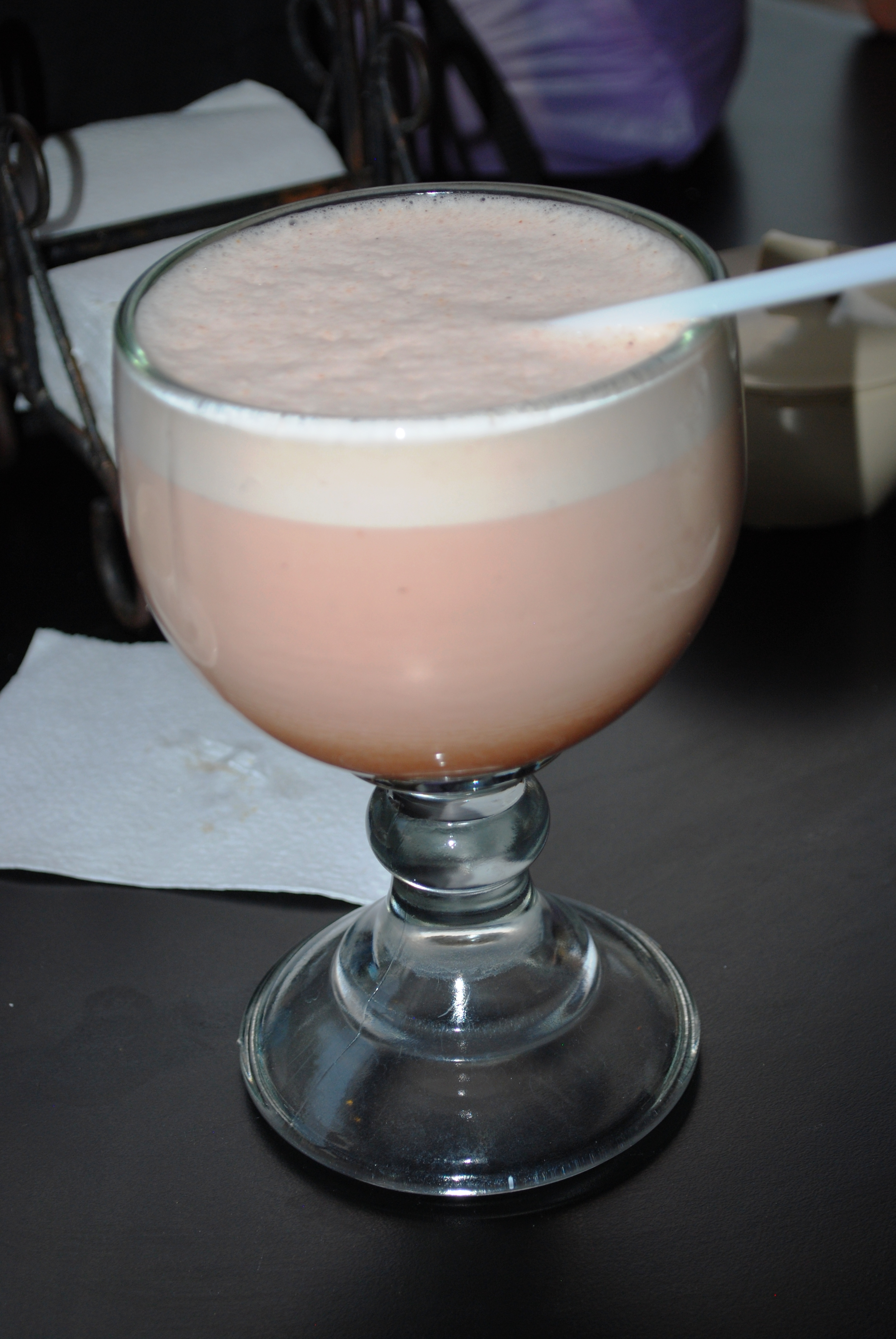
Таскалате из кофейни в Паленке

Таскалате (исп. Tascalate или Tazcalate) — традиционный шоколадный напиток коренных народов на основе какао и маиса, распространённый в мексиканском штате Чьяпас. Готовится из смеси обжаренной кукурузы, жареных какао-бобов, ачиоте, молотых кедровых орехов (вариант — корицы) и сахара или панелы. Ачиоте — местное название биксы орельяна, аннато или помадного дерева — выступает как краситель, окрашивающий напиток в красноватый цвет. Напиток подаётся чаще холодным, реже горячим.
Таскалате означает «вода из тортильи» (agua de tortilla), и его истоки можно отнести к благородному доиспанскому происхождению. Употребление напитка действительно восходит к доколониальным временам. Ещё в 1566 году епископ Диего де Ланда записал его рецепт как напитка, «приготовленного из жареной кукурузы, приправленной острым перце чили и шоколадом», употребление которого «очень популярно в южной Мексике».
Состав может варьироваться, так что в некоторых вариантах преобладает вкус жареной кукурузы, в то время как в других смесях — шоколадный. Но на самом деле ингредиенты в основном стандартизированы и не отличаются существенными изменениями .
Таскалате готовят путем поджаривания и измельчения в порошок кукурузных лепешек или обжаренных зёрен кукурузы с последующим смешиванием их с обжаренным какао-порошком и остальными ингредиентами (ачиоте, корица, кедровые орешки). Продукт представляет собой порошок оранжевого цвета, который смешивают с водой или молоком. Порошок отличается гранулярной консистенцией и запахом кукурузной лепёшки. Его также готовят и упаковывают для продажи, и на рынках Чьяпаса можно найти готовую смесь для приготовления таскалате. 
Для холодного напитка ингредиенты размешивают в холодной воде и пьют с кубиками льда. Для приготовления горячего напитка мелко молотые ингредиенты смешивают с молоком и нагревают. Иногда к нему добавляют сахар или его заменители по вкусу. 